# Cable de alimentación

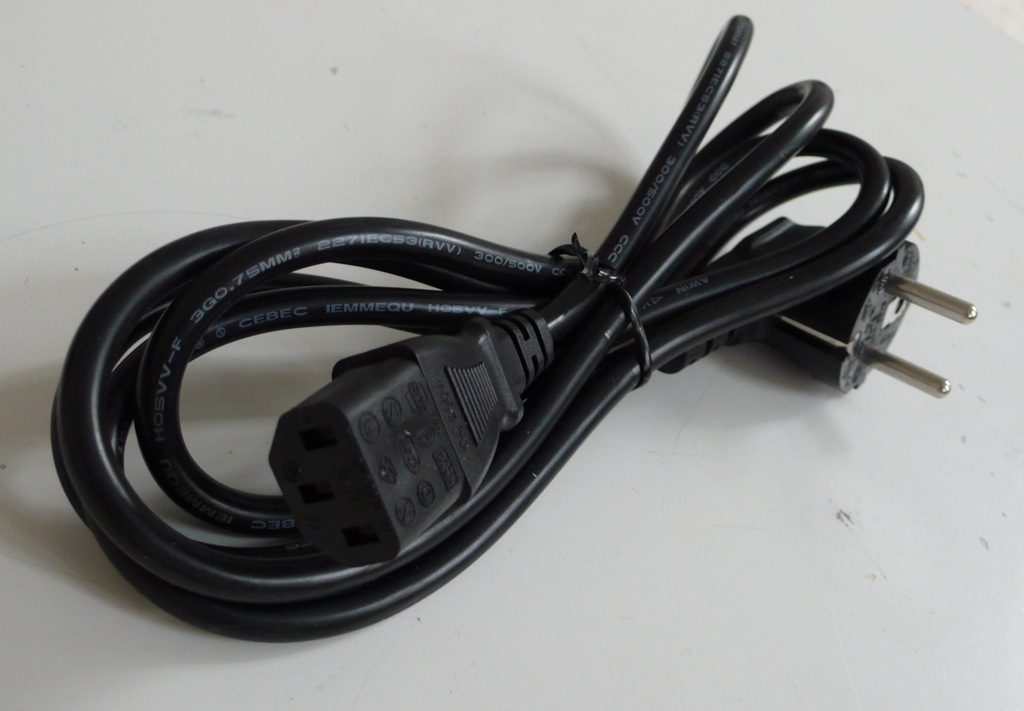

Un cable de alimentación, también denominado cable de corriente, cable de potencia o cable de poder en países hispanoamericanos, es un cable eléctrico que sirve para conectar los electrodomésticos o cualquier otro tipo de dispositivo eléctrico a la red de suministro a través de un enchufe o conectando a un alargador eléctrico. Se caracteriza porque forma una conexión temporal, fácil de desconectar y volver a reconectar en cualquier otro punto de red.

## Conectores
Los cables de alimentación pueden ir directamente conectados de forma fija a los dispositivos que se desean conectar a la red, aunque a veces también pueden conectarse a través de conectores especiales tales como los Conectores IEC o de otro tipo. En el extremo de conexión a red se coloca un enchufe doméstico que suele variar en función de los estándares de cada país.